# Соваярви
Соваярви (Сова-ярви) — пресноводное озеро на территории Кестеньгского сельского поселения Лоухского района Республики Карелии.
Находится на территории национального парка «Паанаярви».

## Общие сведения
Площадь озера — 3,5 км², площадь водосборного бассейна — 284 км². Располагается на высоте 225,2 метров над уровнем моря.
Форма озера лопастная, продолговатая: оно почти более чем на четыре километра вытянуто с запада на восток. Берега изрезанные, каменисто-песчаные, преимущественно возвышенные.
С северо-восточной стороны в Соваярви впадает река Сулкийоки, несущая воды озёр Исо-Сиеппиярви, Пиени-Сиеппиярви, Сулкаярви и нескольких небольших ламбин. Также с северо-востока в Соваярви впадают две протоки без названия, текущие из озёр Пурнуярви, Хангасъярви, Каутисъярви и пограничного Корвасъярви.
Из залива на юго-западе Соваярви вытекает река Совайоки, впадающая в озеро Паанаярви, через которое протекает река Оланга, впадающая в Пяозеро.
В озере расположено не менее семи безымянных островов различной площади, рассредоточенных по всей площади водоёма.
К западу от озера проходит просёлочная дорога.
Населённые пункты вблизи водоёма отсутствуют.
Код объекта в государственном водном реестре — 02020000411102000000773.